# Marie Yanick Mezile
Marie Yanick Mézile é uma defensora dos direitos das mulheres haitianas. Foi Ministra do Estatuto da Mulher e dos Direitos da Mulher de 2013 até janeiro de 2015. O seu papel envolvia 'reforçar a igualdade entre mulheres e homens e também garantir a participação das mulheres na vida política'.